# Henny Trayles
Henny Trylesinski, más conocida como Henny Trayles (Hamburgo, 4 de junio de 1937- Villa de Merlo, 17 de febrero de 2022) fue una actriz, guionista y humorista alemana nacionalizada uruguaya y residente en Argentina, conocida entre otros proyectos por su participación en Telecataplúm y posteriormente por su papel de Greta en Floricienta. Estuvo casada con el autor argentino Ricardo Talesnik, con quien escribió los espectáculos Traylesnik en 1974 y Henny Tales en 1983.

## Biografía
Llegó a Uruguay al año de edad con su padre, Abraham Trylesinski, comerciante de profesión, su madre, Lea Goldenberg y sus hermanos Alfred y Joachim.
Comenzó su carrera a los cuatro años como niña prodigio, estudiando baile clásico, piano, arte dramático, acrobacia y participando en festivales para bailar, recitar, actuar y zapatear. 
Desde 1955 hasta 1962 actuó en teatro independiente, interviniendo en obras de repertorio como Los cuernos de don Friolera (Ramón María del Valle-Inclán), Lisístrata (Aristófanes), La fierecilla domada (William Shakespeare), Doña Rosita la soltera (Federico García   Lorca), La Estrella de Sevilla (Lope de Vega), Amorío (Schnitzer), Locos de verano               (Gregorio de Laferrère) y El Juglar del Mundo Occidental (John Millington Synge). También actuó en dos revistas musicales, Caracol Col Col y Caracol '91.
En 1962, intervino en el célebre programa humorístico uruguayo Telecataplúm. Posteriormente siguió con el mismo programa en Argentina entre 1963 y 1968. Después intervino en otras comedias como Jaujarana, Hupumorpo, Comicolor, Calabromas, Mi cuñado, desde 1993 hasta 1998 y Verano del 98. Entre sus compañeros de trabajo se cuentan nombres de grandes comediantes como Ricardo Espalter, Enrique Almada, Eduardo D'Angelo, Berugo Carámbula, Raimundo Soto, Andrés Redondo, Emilio Vidal, Alfredo de la Peña, Julio Frade, Gabriela Acher y Edda Díaz.
A partir de 1969, actuó en unipersonales como Agripita contra todos y el café-concert Cómo ser una Idishe Mame, adaptación de la obra de Dan Greenburg.
En 1986, actuó en la comedia musical La jaula de las locas, junto a Tato Bores, Carlos Perciavalle y gran elenco. La obra se presentó en el Teatro Metropolitan de Buenos Aires con gran éxito, dirigida por el director de escena uruguayo Mario Morgan.
También dictó conferencias, talleres y seminarios de sanación por la risa. Obtuvo un Premio Konex como actriz cómica en 1981.
Entre 2004 y 2005 trabajó en la serie Floricienta, haciendo el personaje de Greta Van Beethoven.
Durante 2016, presentó su espectáculo unipersonal ¿Me permite una sonrisa?, donde realizó una recopilación nostálgica con sus personajes humorísticos creados a lo largo de su trayectoria.
En 2019, recibió un homenaje en el ciclo Gracias por la Risa del programa Versos al Viento, emitido por CX 4 Radio Rural de Uruguay conducido por Sandra Costabel y Leonel Farías como columnista a cargo de dicho espacio. Del mismo participó la destacada cantante argentina Julia Zenko, siendo su versión de la canción Dale alegría a mi corazón la cortina musical elegida por Henny Trayles para su programa de TV Arriba las comisuras, transmitido por Canal C de Córdoba.
Falleció el 17 de febrero de 2022 en la Villa de Merlo (Provincia de San Luis) a los 84 años.

## Filmografía
- Piel de verano (1961).
- La industria del matrimonio (1965).
- Disputas en la cama (1972).
- Jacinta Pichimahuida se enamora (1977).
- ¡Yo también tengo fiaca! (1978), como Celestina, dueña del cabaret.
- Gran valor (1980), como Señora Dulce.
- Cuerpos perdidos (1990).
- Samy y yo (también titulada Un tipo corriente, 2002), como mamá de Samy.
- Bueno (cortometraje, 2007), como Sara la partera.
- Rompecabezas (2010).

## Televisión
- Telecataplúm (1962).
- Show Rambler (1965).
- Jaujarana (1969).
- Del cuarenta con amor (1975).
- Hupumorpo (1975).
- Calabromas (1978).
- Comicolor (1979).
- La profesora Petichanta (1982)
- La viuda blanca (1986).
- Mi cuñado (1993 - 1997), como Corina.
- Como vos & yo (1998), como Serafina Scala.
- Verano del 98 (1998), como Rosario/Hermana de Rosario.
- Buenos vecinos (1999), como madre de Carolina.
- Franco Buenaventura, el profe (2002), como Margarita.
- Máximo corazón (2002), como Sara Sokolovski.
- La niñera (2004), como Luisa. Episodio: «El mayordomo, el esposo»
- Floricienta (2004 - 2005), como Greta Van Beethoven.
- El código Rodríguez (2006), como María Julia de Rodríguez
- Reparaciones (2007), como Delia.
- Una de dos (2008), como Luisa/Esther.
- Todos contra Juan (2008), como Marta Perugia.
- Todos contra Juan 2 (2010), como Marta Perugia.
- Graduados (2012), como Roxana Peicovich.[6]
- Solamente vos (2013), como Sara.
- Viudas e hijos del rock and roll (2015), como Ruth.